# اچ‌ام‌اس مدا (۱۸۸۰)
اچ‌ام‌اس مدا (۱۸۸۰) (به انگلیسی: HMS Meda (1880)) یک کشتی بود. این کشتی در سال ۱۸۸۰ ساخته شد.